# بمبديون سياني
بمبديون سياني (الاسم العلمي: Bembidion cyaneum) هو نوع من الحشرات يتبع جنس البمبديون من فصيلة الخنافس الأرضية.